# Marian Asantewah Nkansah

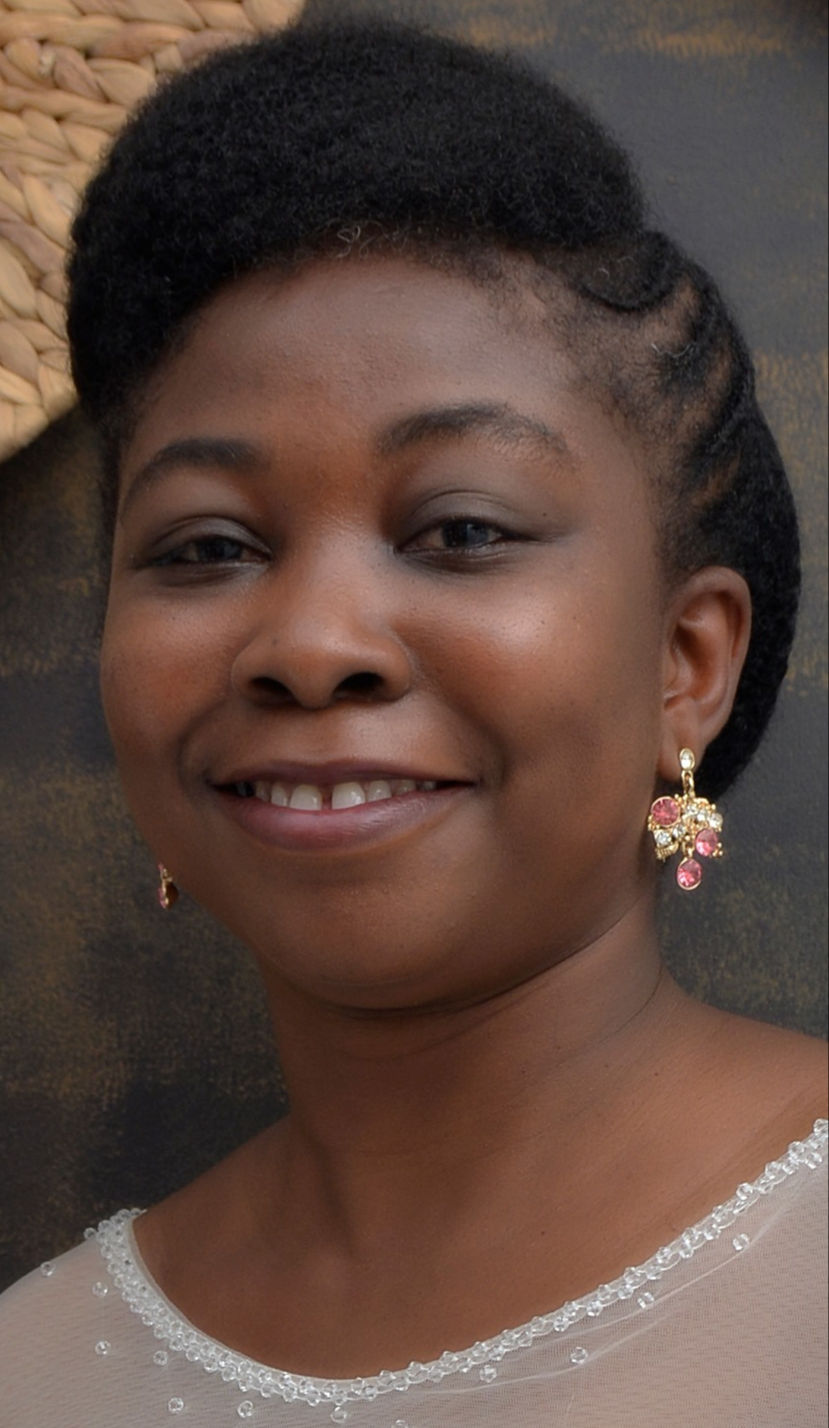
Marian Asantewah, 2019

Marian Asantewah Nkansah (* 1979 in Ghana) ist eine ghanaische Chemikerin und Hochschullehrerin. Sie ist Professorin am Fachbereich Chemie der Kwame Nkrumah University of Science and Technology (KNUST) in Kumasi. Ihr Forschungsschwerpunkt liegt auf der Untersuchung und Eindämmung der Auswirkungen toxischer Substanzen.

## Leben und Werk
Nkansah ist eine Tochter von sechs Kindern der Pädagogen Mary und Joseph Nkansah. Sie besuchte die St. Anthony's Experimental School in Nkawkaw und die St. Roses' Secondary School in Akwatia, eine der renommiertesten Mädchenhochschulen in Ghana. Sie studierte dann an der Kwame Nkrumah University of Science and Technology in Kumasi, wo sie 2002 einen Bachelor-Abschluss in Chemie und 2005 einen Master-Abschluss in Umweltchemie erhielt. 2012 promovierte sie in Umweltchemie an der Universität Bergen in Norwegen.
Sie ist seit Januar 2007 Fakultätsmitglied der KNUST. 2019 wurde sie die erste außerordentliche Professorin im Fachbereich Chemie der KNUST.
Sie ist Gutachterin für das Journal of Science and Technology (JUST), KNUST-Kumasi, und das Fresenius Environmental Bulletin, Freising. Sie ist Direktorin und Mitbegründerin der gemeinnützigen Organisation The Gaudete Institute (TGI).
Nkansah ist Mitglied der Ghana Science Association, der Chemical Society und der Royal Society of Chemistry (RSC), Mitglied der International Union of Pure and Applied Chemistry (IUPAC) und Fellow der Ghana Academy of Arts and Sciences (GAAS). Sie ist außerdem Mitglied der Global Young Academy (GYA), wo sie von Mai 2019 bis Juni 2020 Mitglied des Exekutivkomitees war. Sie ist Mitglied der World Academy of Sciences (TWAS) und der African Academy of Sciences (AAS) sowie Fellow des Next Einstein's Forum (NEF).

## Forschung
Nkansah begann ihre Schwermetallforschung bereits während ihres Masterstudiums. Sie untersuchte Grundwasserproben aus Trinkwasserpumpen. Ihre Forschung befasst sich mit der Lösung von Umweltproblemen im Zusammenhang mit toxischen Substanzen wie Schwer- und Spurenmetallen, persistenten organischen Schadstoffen (POP), polyzyklischen aromatischen Kohlenwasserstoffen (PAK) und Erdölkohlenwasserstoffen in verschiedenen Umweltmatrizen. Darüber hinaus erforscht sie Sanierungsstrategien für Umweltschadstoffe unter Verwendung lokaler Materialien.
Sie hat zahlreiche Veröffentlichungen zum Thema Schwermetalle und PAK in der Umwelt veröffentlicht. Sie arbeitet mit Wissenschaftlern in Bern in der Schweiz und Bergen  zusammen.

## Auszeichnungen und Ehrungen (Auswahl)
- Fellow der Ghana Academy of Arts and Sciences
- Vorgestellt im ersten Buch über afrikanische Frauen in der Wissenschaft, Projekt des Network of African Science Academies in Zusammenarbeit mit der InterAcademy Partnership[13]
- 2016: TWAS-Fayzah M. Al-Kharafi Award[14][15]
- 2017: Ausgewählt für die Teilnahme an der Tagung der Nobelpreisträger in Lindau
- 2017: Auswahl für die Global Young Academy
- 2019: Ausgewählt als Vertreter des Elements 60 (Neodym) im Periodensystem der jüngeren Chemiker (PTYC)[16]
- 2021: OWSD-Elsevier Foundation Awards
- 2022: Fellowship der Ghana Academy of Arts and Sciences
- 2022: Africa Role Model Overall Female Personality Award